# 俣野努
俣野努（またの つとむ、1947年-）は、日本のカーデザイナー。長崎県出身。アメリカではトム俣野（Tom Matano）と呼ばれている。

## 来歴
成蹊大学工学部に在籍していたが中退し、アートセンター・カレッジ・オブ・デザインへ留学し学位を取得。1974年にGMに入社。その後BMWに移籍し、3シリーズを手がける。その実績が評価されマツダに招かれ、初代ユーノス・ロードスター、RX-7のオリジナルデザインを手がける。

## 現在
2002年からアカデミーオブアートユニバーシティの工業デザイン学科の学科長を勤めている。